# Linden (Texas)
Linden es una ciudad ubicada en el condado de Cass en el estado estadounidense de Texas. En el Censo de 2010 tenía una población de 1.988 habitantes y una densidad poblacional de 217,44 personas por km².

## Geografía
Linden se encuentra ubicada en las coordenadas 33°0′39″N 94°21′46″O / 33.01083, -94.36278. Según la Oficina del Censo de los Estados Unidos, Linden tiene una superficie total de 9.14 km², de la cual 9.14 km² corresponden a tierra firme y (0%) 0 km² es agua.

## Demografía
Según el censo de 2010, había 1.988 personas residiendo en Linden. La densidad de población era de 217,44 hab./km². De los 1.988 habitantes, Linden estaba compuesto por el 73.74% blancos, el 20.98% eran afroamericanos, el 0.5% eran amerindios, el 0.5% eran asiáticos, el 0% eran isleños del Pacífico, el 2.52% eran de otras razas y el 1.76% pertenecían a dos o más razas. Del total de la población el 5.68% eran hispanos o latinos de cualquier raza.